# 텔레푸투로
텔레푸투로(스페인어: Telefuturo)는 파라과이의 텔레비전 채널이다.